# Ро Кассиопеи
Ро Кассиопеи (ρ Cas, ρ Кассиопеи) — жёлтый гипергигант в созвездии Кассиопеи. Расстояние до Земли около 3400 световых лет. Светимость у Ро Кассиопеи приблизительно в 500 000 раз выше, чем у Солнца. Оценочное значение абсолютной звездной величины (−9,5) делает её одной из самых ярких звёзд, известных науке. Диаметр звезды в 450 раз больше солнечного, что составляет примерно 630 миллионов километров. Будучи жёлтым гипергигантом, Ро Кассиопеи относится к одному из самых редких типов звёзд, хотя в созвездии Кассиопеи есть ещё одна подобная звезда — V509 Кассиопеи. Ро Кассиопеи классифицируется как полуправильная переменная звезда.